# Ибб (мухафаза)
Ибб (араб.  إب‎) — одна из 21 мухафазы Йемена.

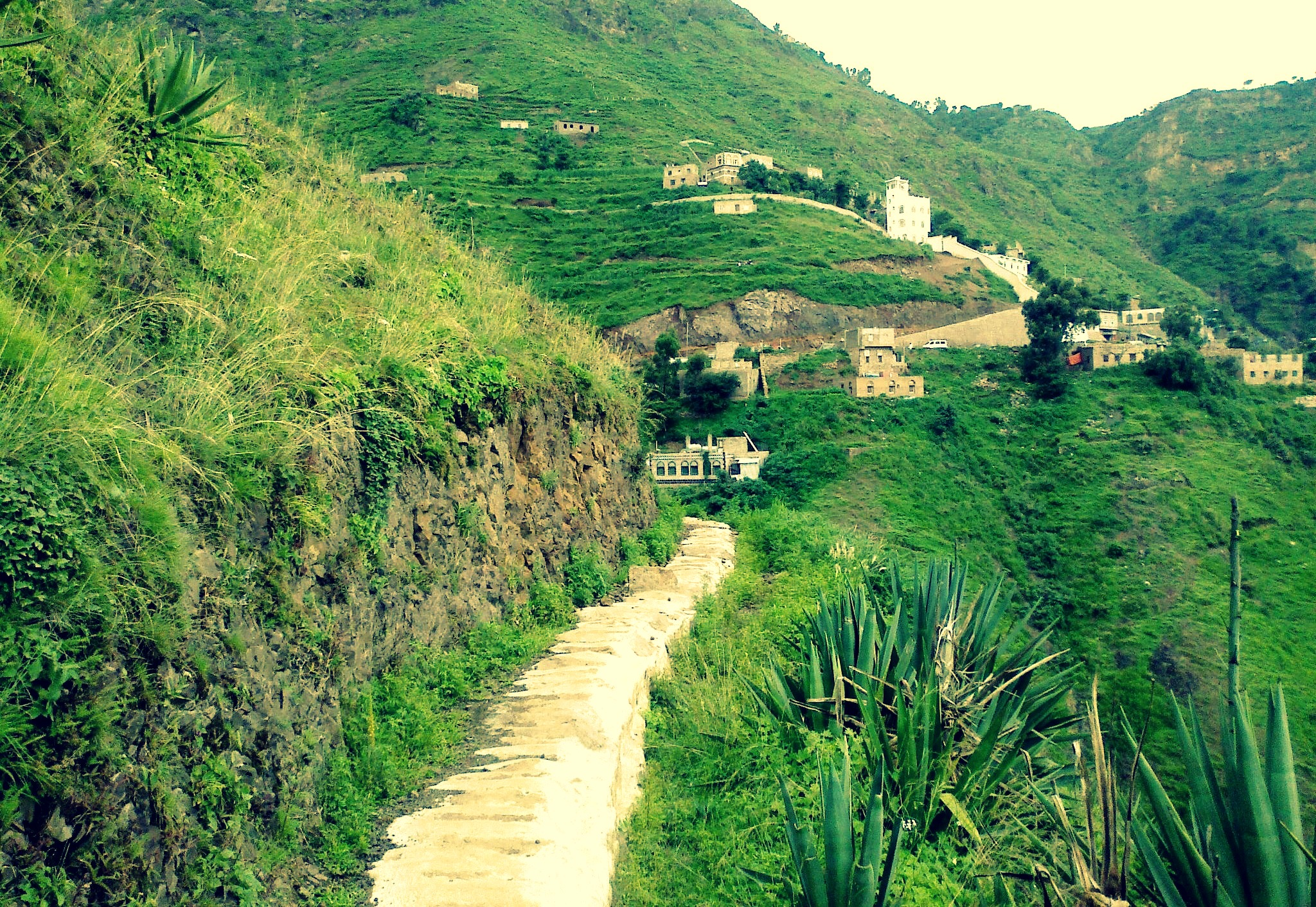
Вид на окружающую город Ибб местность.

## География
Расположена в юго-западной части страны. Граничит с мухафазами: Эль-Дали (на юго-востоке), Таиз (на юго-западе), Ходейда (на западе), Дамар (на севере) и Эль-Бейда (на востоке). Площадь составляет 6484 км². Административный центр — город Ибб; из других крупных городов на территории мухафазы можно упомянуть Ярим.

## Климат
С апреля по октябрь территория провинции находится под действием юго-западного муссона. Вследствие этого Ибб является самым влажным местом на Аравийском полуострове, годовой уровень осадков здесь превышает 1000 мм. Климат довольно жаркий, средние дневные температуры достигают 30 °С, ночи обычно прохладные.

## Экономика
Ввиду обильных осадков, Ибб является одним из наиболее плодородных уголков страны, здесь выращиваются такие культура как пшеница, ячмень, сорго, кунжут, кат и др. Из-за плодородности этих земель Ибб характеризуется крайне высокой плотностью сельского населения.

## Население
| Год  | Численность | Численность |
| ---- | ----------- | ----------- |
| 2004 | 2 131 841   | [ 1 ]       |
| 2009 | 2 422 013   |             |
| 2012 | 2 505 816   |             |
| 2014 | 2 659 000   |             |

По данным на 2013 год численность населения составляет 2 552 354 человека.